# 민주중도
민주중도(일본어: 民主中道)는 일본 민주당이 내건 이념의 하나다. 후일 1998년 창당 때, "우리의 기본 이념(私たちの基本理念)"에 강령으로 명기했지만 2013년 2월 24일에 채택된 강령에는 사용되지 않은 이념이다.

## 개요
민주당은 1998년 「우리의 기본 이념」에 「민주중도」를 아래와 같이 적고 있다.
우리는 이제까지 기득권 구조에서 베재되어 온 사람들, 성실하게 일하고 세금을 납부하는 사람들, 어려운 상황에 있으면서 자립을 목표로 하는 사람들의 입장에 서 있습니다. 즉, "생활자" "납세자" "소비자"의 입장을 대표합니다. '시장만능주의'와 '복지지상주의'의 대립하는 개념을 극복하고 자립한 개인이 공생하는 사회를 목표로 정부의 역할을 따라서 시스템 만들기에 한정하는 「민주중도」의 새로운 길을 창조합니다.
(私たちは、これまで既得権益の構造から排除されてきた人々、まじめに働き税金を納めている人々、困難な状況にありながら自立をめざす人々の立場に立ちます。すなわち、「生活者」「納税者」「消費者」の立場を代表します。「市場万能主義」と「福祉至上主義」の対立概念を乗り越え、自立した個人が共生する社会をめざし、政府の役割をそのためのシステムづくりに限定する、「民主中道」の新しい道を創造します。)

## 경위
1998년 중의원 본회의에서 같은 당 중의원 의원 나카노 간세이 대표대행(당시)은 민주중도란 자유 방임, 약육 강식에 이르는 사회를 향하는 움직임과는 선을 긋고 있는 것으로 민주당 경제 정책은 시장 원리(市場原理)를 존중하는 것을 전제로 하지만 동시에 적정한 부의 배분, 공정, 투명한 경쟁 확보, 환경과의 조화, 완전 고용 실현 등에 투자하는 시스템 확립에 가장 중점을 두는 것이라고 했다.
현재 민주당은 1998년 4월, 원내회파(院內會派) 「민주우애태양국민연합(民主友愛太陽国民連合)」에 참가하던 구 민주당 ・ 민정당 ・ 신당 우애 ・ 민주개혁연합(民主改革連合)이 합류하여 결성되었지만 그 때, 구 민주당이 기본 이념으로 「중도좌파」을 제창하고 민정당이 「보수, 중도주의 혹은 중도우파」를 주장하며 반발했고 의견이 대립했다. 거기서 신당의 선도자였던 호소카와 모리히로 전 일본 내각총리대신이 진언한 민주중도가 기본 이념으로 사용하게 되었다.

## 논의

### 평가
민주당 독자적인 것이며 기존의 주의 · 사상과는 다르다. 그러나 굳이 국제적인 관점을 시야에 넣으면서 다른 정치 사상과 비교한다면 「시장만능주의」와 「복지지상주의」의 대립 개념을 극복한다는 부분은 제3의 길이라는 부분과 시장 원리를 존중하면서 공정함으로 배려한다는 부분은 사회자유주의와 각각 공통점이 있다고도 볼 수 있다.

### 비판
민주중도는 어중간하고 모호한 논의

## 같이 보기
- 민주당
- 중도좌파
- 중도주의
- 사회자유주의